# Teateråret 1884

## Händelser

### Okänt datum
- Vilhelm Petersen tar över teaterverksamheten på Tivoli i Köpenhamn.

## Årets uppsättningar

### Januari
- 10 januari – I Milano spelas Giuseppe Verdis opera Don Carlos för första gången i fyra akter.[1]

### Februari
- 16 februari – Alfhild Agrells pjäs Dömd har urpremiär på Dramaten i Stockholm.[2]

### Maj
- 9 maj – Harald Molanders pjäs Vårflod har urpremiär på Dramaten i Stockholm.[3]

### November
- 15 november – Mathilda Roos pjäs En séance har urpremiär på Dramaten i Stockholm.[4]

## Födda
- 22 januari – Helge Karlsson (död 1954), svensk skådespelare och teaterledare.
- 30 januari – Gustaf Hedström (död 1957), svensk operettsångare, skådespelare och sång- och talpedagog.
- 2 februari – S.Z. Sakall (död 1957), ungersk skådespelare, verksam i USA sedan 1930-talet.
- 17 februari – Adolf Niska (död 1960), svensk operettsångare, skådespelare, manusförfattare och regissör.
- 1 mars – Harry Bergvall (död 1976), svensk skådespelare och teaterdirektör.
- 23 mars – Axel Högel (död 1970), svensk skådespelare.
- 21 april – Willi Wells (död 1951), dansk revyskådespelare.
- 23 april – Ludde Juberg (död 1968), svensk skådespelare och teaterledare.
- 30 april – Olof Sandborg (död 1965), svensk skådespelare och teaterregissör.
- 7 maj – Torsten Hammarén (död 1962), svensk skådespelare och teaterchef.
- 20 juni – Adolphe Engers (död 1945), holländsk-tysk skådespelare.
- 27 juni
  - Josef Norman (död 1958), svensk operettsångare och skådespelare.
  - Oscar Winge (död 1951), svensk skådespelare, regissör, teaterledare och friidrottare.
- 30 juni – Svend Rindom (död 1960), dansk skådespelare och manusförfattare.
- 19 juli – John Norrman (död 1966), svensk skådespelare.
- 6 augusti – Lars Björck (död 1926), svensk filmproducent, biografägare och skådespelare.
- 1 september – Sigurd Wallén (död 1947), svensk skådespelare, sångare, manusförfattare och regissör.
- 24 oktober – Emil Fjellström (död 1944), svensk skådespelare.
- 17 november – James Westheimer (död 1958), svensk operasångare och skådespelare.
- 24 december – Carl-Harald (död 1957), svensk skådespelare.

## Avlidna
- 24 april – Marie Taglioni (född 1804), italiensk ballerina av svensk börd.
- 1 augusti – Heinrich Laube (född 1806), tysk författare och teaterledare.
- 2 oktober – Carolina Friebel (född 1818), svensk premiärdansös.
- 13 november – Johan Jolin (född 1818), svensk skådespelare, pjäsförfattare, sångtextförfattare, tecknare och översättare.